# 天主教皮蒂利亞諾-索瓦納-奧爾貝泰洛教區
天主教皮蒂利亞諾-索瓦納-奧爾貝泰洛教區（拉丁語：Dioecesis Pitilianensis-Soanensis-Urbetelliensis）是天主教會在義大利的一個教區。屬錫耶納-埃爾薩谷口村-蒙塔爾奇諾總教區。

## 歷史
索瓦納教區第一個有文獻記載的主教出現於680年，他出席了君士坦丁堡大公會議。1230年奧爾貝塔洛被劃歸羅馬三泉會院區。1459年4月23日教區歸於錫耶納總教區。1674年開始主教居住於皮蒂利亞諾。
1844年1月11日，教座遷移至皮蒂利亞諾，教區亦改名為皮蒂利亞諾-索瓦納教區。1981年3月25日，教區易名為索瓦納-皮蒂利亞諾-奧爾貝泰洛教區。1986年9月30日易名至今。

## 現況
教區位於格羅塞托省東南部，教座位於皮蒂利亞諾。2004年有教友71,000人，佔轄區總人口99.3%。教區下轄七十一個堂區，有六十九名司鐸。現任教區主教為古列爾莫·博爾蓋蒂。